# Лебедев, Геннадий Фёдорович (Герой Социалистического Труда)
Геннадий Фёдорович Лебедев (1930—2019) — бригадир машинно-ванного цеха по вытягиванию стекла стеклозавода им. Ф. Э. Дзержинского (г. Гусь-Хрустальный), Герой Социалистического Труда (1966).

## Биография
Родился 26 марта 1930 года в Гусь-Хрустальном. 
Во время войны с 1943 года —  ученик слесаря котельной на стеклозавод им. Ф. Э. Дзержинского. Затем работал слесарем.
В 1947 году окончил курсы киномехаников и работал по новой специальности. В 1950-1953 гг. служил в армии в танковом батальоне в ГДР.
После увольнения в запас вернулся на стеклозавод им. Ф. Э. Дзержинского. Без отрыва от производства окончил Гусевский стекольный техникум (1959). Бортовой в цехе вертикальной вытяжки стекла, машинист вытягивания стекла пятого разряда. С 1961 г. бригадир машинно-ванного цеха по вытягиванию стекла.
Награждён орденом Трудового Красного Знамени. В 1966 году присвоено звание Героя Социалистического Труда — за выполнение задания семилетнего плана по развитию промышленности строительных материалов.
Умер 17 июля  2019 года.